# 임성기
임성기(林盛基, 1940년 4월 8일 (1940년 음력 3월 1일) - 2020년 8월 2일)는 대한민국의 기업인이다.

## 생애
1940년 경기도 김포에서 태어났고, 통진고등학교을 거쳐서 1965년 중앙대학교 약학대학을 졸업한 후, 1967년 서울 종로5가에 "임성기약국"의 열고 약국을 경영했으며, 1973년 한미약품을 창립하였다.
2020년 8월 2일 숙환으로 사망하였다.

## 출신 학교
- 통진고등학교
- 중앙대학교 약학과 학사

## 주요 경력
- 1967년: 임성기약국
- 1973년: 한미약품 창립
- 학교법인 통진학원 이사장 역임
- 한국신약개발연구조합 이사장 역임
- 한국제약협회 회장 역임
- 2003년 3월 ~ 2020년 8월 2일: 한미약품 회장

## 가족 관계
- 배우자: 송영숙
  - 장남: 임종윤
  - 차남: 임종훈
  - 딸: 임주현